# دونغ غوتاو
دونغ غوتاو ((بالإنجليزية: Dong Guotao)‏) (من مواليد 8 مارس 1980 في داندونغ، لياونينغ) هو مبارز بالسلاح في سيف المبارزة من الصين.
شارك في دورة الألعاب الآسيوية 2006 في الدوحة، قطر.

## روابط خارجية
- دونغ غوتاو على موقع الاتحاد الدولي للمبارزة (الإنجليزية)
- دونغ غوتاو على موقع أوليمبيديا (الإنجليزية)
- دونغ غوتاو على موقع اللجنة الأولمبية الصينية (الإنجليزية)